# ペペロン!!
『ペペロン!!』は、宮崎ゆいによる日本の漫画作品。小学館の『Sho-Comi』にて、2011年1号から連載中。

## 概要
サブタイトルは「★ペペッと小生意気!★」。
宮崎ゆいが『Sho-Comi』でデビュー後、初連載作品。
主人公の“ペペロン”はいわゆる「ゆるキャラ」であり、『Sho-Comi』の本誌内で読者に4コマ漫画のキャラクターを募集した結果、決まったものである。

## ストーリー
ある日、新しい美術部顧問として突如現れたペペロン。
大好きなルリと2人きりになろうと美術部に入部した山吹の邪魔をしたりと、部活の日は毎日大騒ぎ。

## 登場人物
ペペロン
突如美術部に現れた謎の生き物だが、ヒヨコに似ている。現在は美術部顧問を務めている。その名の通りペペロンチーノが大好物であり、踊りが得意。身体はスライムで出来ているので溶けたり、伸びたりする。いつも帽子を被っており、帽子を取ろうとすると怒る。カルボに片想いをしている。
山吹（やまぶき）
ルリのことが小さい頃から大好きで、同じ美術部へ入部した。ペペロンを嫌っており、美術部から追い出そうとするが、いつもうまくいかずに空回りしている。
ルリ
美術部の部長でペペロンが大好き。山吹とは赤ちゃんの頃からの幼馴染だが、山吹の気持ちには全く気付いていない。少々天然ボケなところがあり、カルボに敵対心を抱いており...?
茜（あかね）
ルリや山吹たちと同じ学校へ通う、演劇部部長。家は大金持ち。演劇部にペペロンをスカウトしに美術部へ現れるようになる。いつもルリとペペロンを取り合っている。
カルボ
茜の演劇部顧問を務めている。ペペロンとは幼馴染で、とても上品で優しい女性だが、同じく謎の生き物でヒヨコに似ている。またペペロン同様、その名の通りカルボナーラが大好物。ペペロンの気持ちにはルリ同様、全く気付いていない。